# Pythoplesius michaelseni
Pythoplesius michaelseni es una especie de coleóptero de la familia Oedemeridae.

## Distribución geográfica
Habita en la Patagonia (Argentina).